# 家守まき
家守 まき（やもり まき、1月28日 - ) は、日本の漫画家。女性。

## 来歴
『花とゆめ』（白泉社）、 『少年ジャンプ+』（集英社）に読み切りを掲載後、2022年6月より『コロナEX』（TOブックス）にて、『恋した人は、妹の代わりに死んでくれと言った。』（原作：永野水貴・キャラクター原案：とよた瑣織）のコミカライズを連載開始。

## 人物
ファンタジーを好む。「一度ヒーローモノを描いてみた」いと考えていた家守は、『アイアン仮面』を発表している。

## 作品リスト

### 連載
- 恋した人は、妹の代わりに死んでくれと言った。（原作：永野水貴・キャラクター原案：とよた瑣織、『コロナEX』2022年6月6日[8] - ）

### 読み切り
- 想い出メモ（『ザ花とゆめ』2014年6月1日号[11]）
- 放課後レターソング （『花とゆめ』2015年21号[12]）
- ワガママ姫のはかりごと（『花とゆめ』2016年10号[13]）
- 魔境の通訳者 （『花とゆめ』2017年17号[14]）
- 極楽クリスマス（『花とゆめ』2018年24号[15]）
- 聖職者は嘘をつかない（『ザ花とゆめ』2018年6月1日号[2]）
- 夏潮キャスタウェイ（『ザ花とゆめサマーラブ』2018年9月1日号[3]）
- アイアン仮面（『ザ花とゆめ笑』2018年12月1日号[16]）
- イケメンじゃないと死ぬ（『ザ花とゆめイケメン』2019年9月1日号[17]）
- 子守姫と4人の亜人（『ザ花とゆめファンタジー』2019年12月1日号[18]）
- ご指名エロス入りました（『ザ花とゆめ神』2020年3月1日号[19]）
- 身を知る雨の鍵は君（『ザ花とゆめアオハル』2020年6月1日号[20]、『ザ花とゆめサマーラブ2nd』2020年9月1日号[21]）
- 私の勇者が覚醒めない（『ザ花とゆめオールスター』2021年6月1日号[22]）
- 仁義ある少女漫画抗争（『花とゆめ』2022年4号[23]）
- アオハル未練ギャル（『少年ジャンプ+』2021年7月12日[4]）
- 隣席にヒーロー（『少年ジャンプ＋』2021年10月4日[5]）
- 運び屋には重すぎる（『少年ジャンプ＋』2022年3月31日[6]）

### 書籍
- 『恋した人は、妹の代わりに死んでくれと言った。』、原作：永野水貴・キャラクター原案：とよた瑣織、TOブックス〈コロナ・コミックス〉2022年 - 、既刊5巻[7]（2025年5月1日現在）